# Гранада 74 (футбольный клуб, 2007)
«Гранада 74» — (исп. Granada 74 Club de futbol) — бывший футбольный клуб из города Гранада. В 1999—2007 годах представлял город Мурсия и назывался «Сьюдад де Мурсия».

## История
В 2007 году бизнесмен из Гранады Карлос Марса приобрёл клуб Сегунды «Сьюдад де Мурсия», который, переехав в Гранаду, получил новое название «Гранада 74» и место в Сегунде. Игравшая на тот момент в более низших дивизионах старая «Гранада 74» стала резервной.
По итогам сезона 2007/08 «Гранада 74» вылетела в Сегунду Б.
В 2009 году «Гранада 74» обанкротилась. Старая и новая команды были вынуждены сняться с турниров и в качестве единой команды оказались в чемпионате Андалусии.